# Carpobrotus
Carpobrotus N.E. Br, 1925 è un genere di piante appartenente alla famiglia delle Aizoacee, il cui nome deriva dal greco karpos (frutto) e brotos (edule). Volgarmente indicato come fico degli Ottentotti, è conosciuto in Italia anche con il nome  unghia di strega.

## Descrizione
Comprende piante succulente perenni che formano cespugli prostrato-ascendenti molto ramificati, fra i più grandi tra le Aizoaceae. L'abbondante fioritura produce grandi fiori gialli, viola e bianchi; ed i frutti sono eduli.

## Distribuzione e habitat
Il genere è diffuso principalmente nelle zone desertiche del Sudafrica, ma è presente anche in Sudamerica e in Australia.

Alcune specie (Carpobrotus acinaciformis, detto fico degli ottentotti, e Carpobrotus edulis) sono state introdotte e si sono naturalizzate nelle aree costiere mediterranee.

## Tassonomia
Il genere comprende le seguenti specie:
- Carpobrotus acinaciformis (L.) L.Bolus
- Carpobrotus aequilaterus (Haw.) N.E.Br.
- Carpobrotus chilensis (Molina) N.E.Br.
- Carpobrotus deliciosus (L.Bolus) L.Bolus
- Carpobrotus dimidiatus (Haw.) L.Bolus
- Carpobrotus edulis (L.) N.E.Br.
- Carpobrotus glaucescens (Haw.) Schwantes
- Carpobrotus mellei (L.Bolus) L.Bolus
- Carpobrotus modestus S.T.Blake
- Carpobrotus muirii (L.Bolus) L.Bolus
- Carpobrotus quadrifidus L.Bolus
- Carpobrotus rossii (Haw.) Schwantes
- Carpobrotus virescens (Haw.) Schwantes

## Coltivazione
Le specie del genere Carpobrotus sono adatte alla coltivazione in giardini rocciosi. Prediligono terreni sabbiosi, drenati e poco fertili; nonché richiedono una posizione molto soleggiata. Sono adatte anche alla coltivazione in vaso.

## Propagazione
La propagazione avviene per seme e per talea. Quest'ultima è più diffusa, vista la facilità di attecchimento della pianta.

## Galleria d'immagini

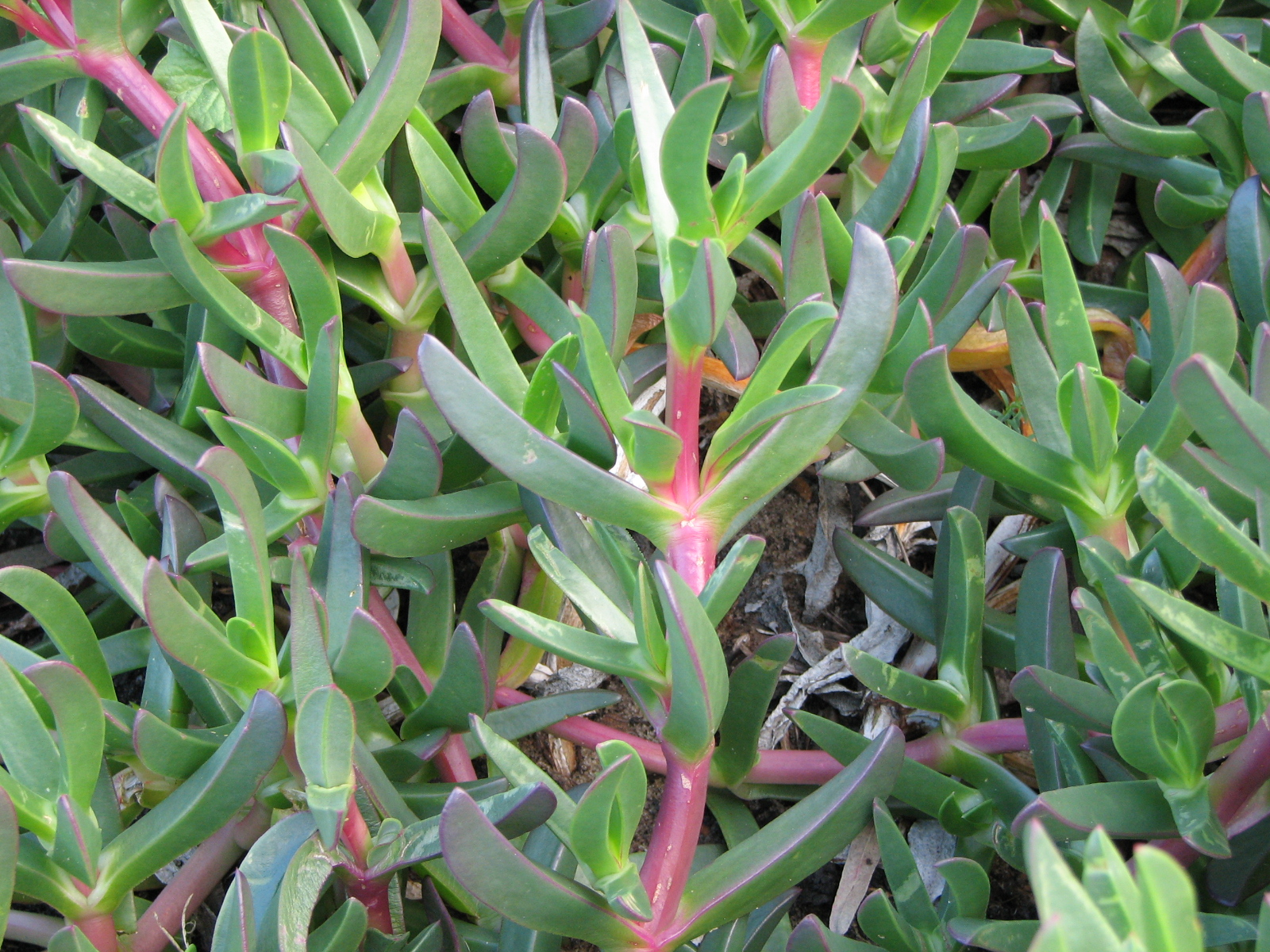
Carpobrotus glaucenses
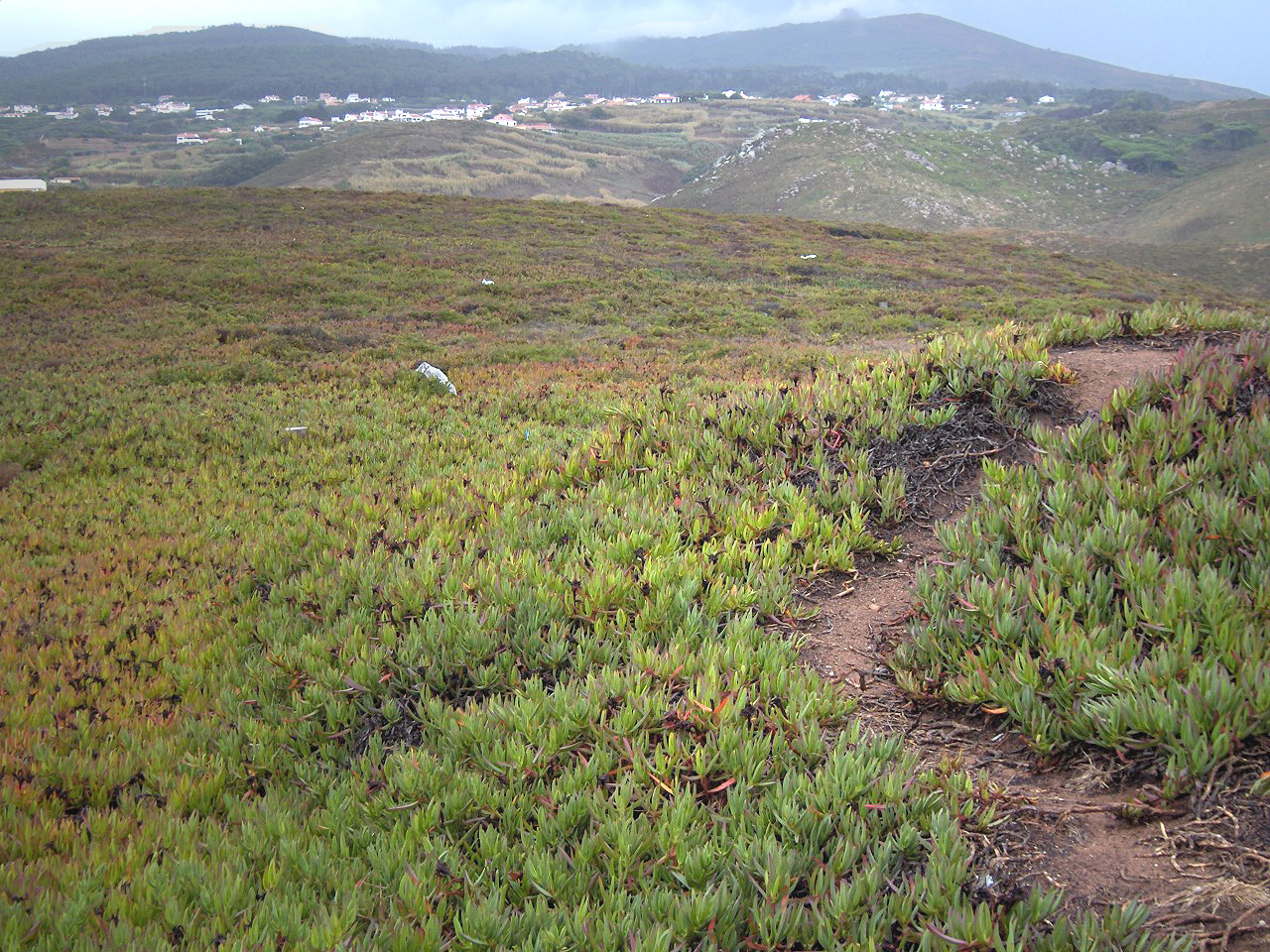
Un'immensa distesa a Cabo da Roca (Portogallo)
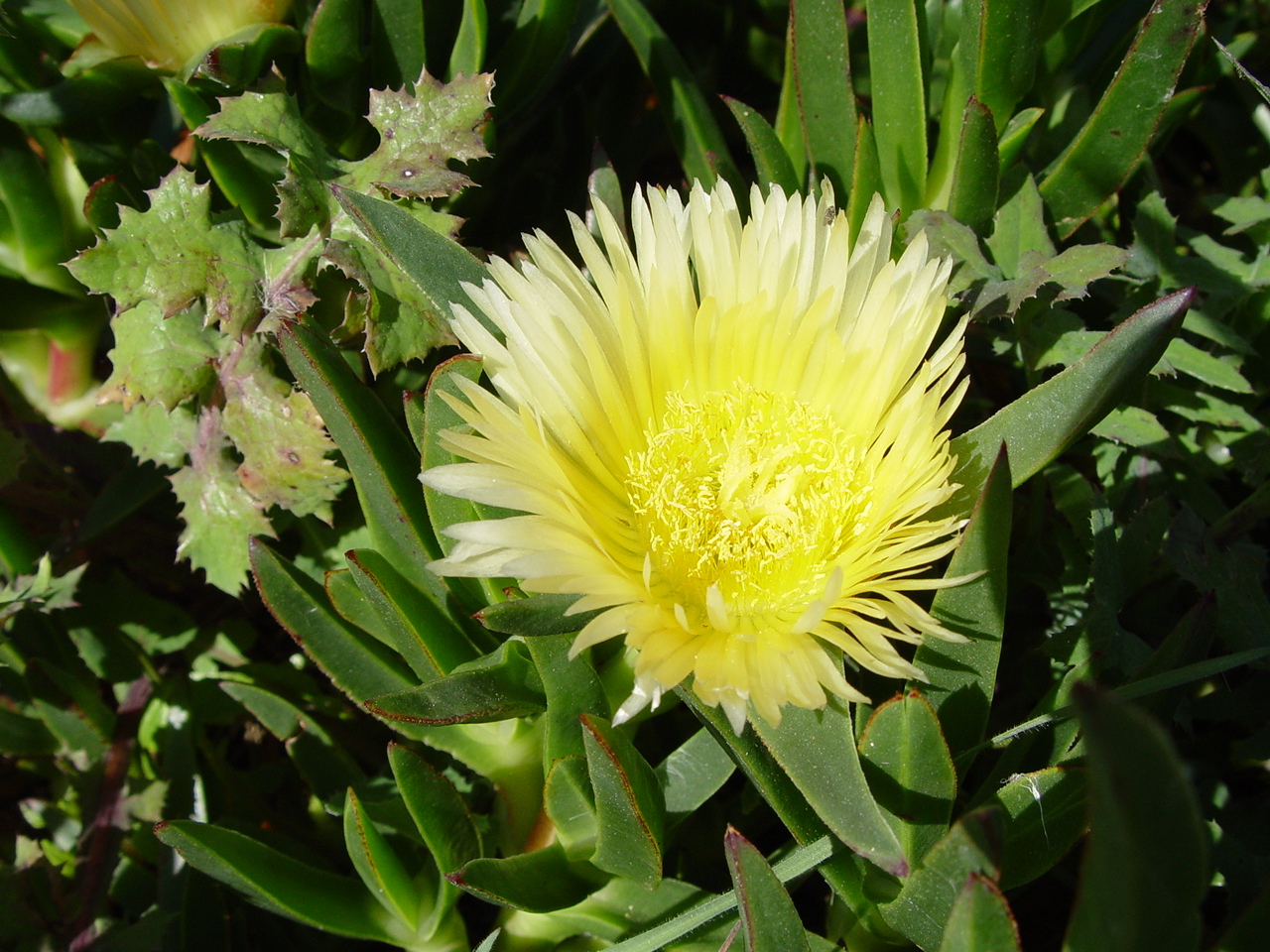
Fiore giallo di Carpobrotus edulis
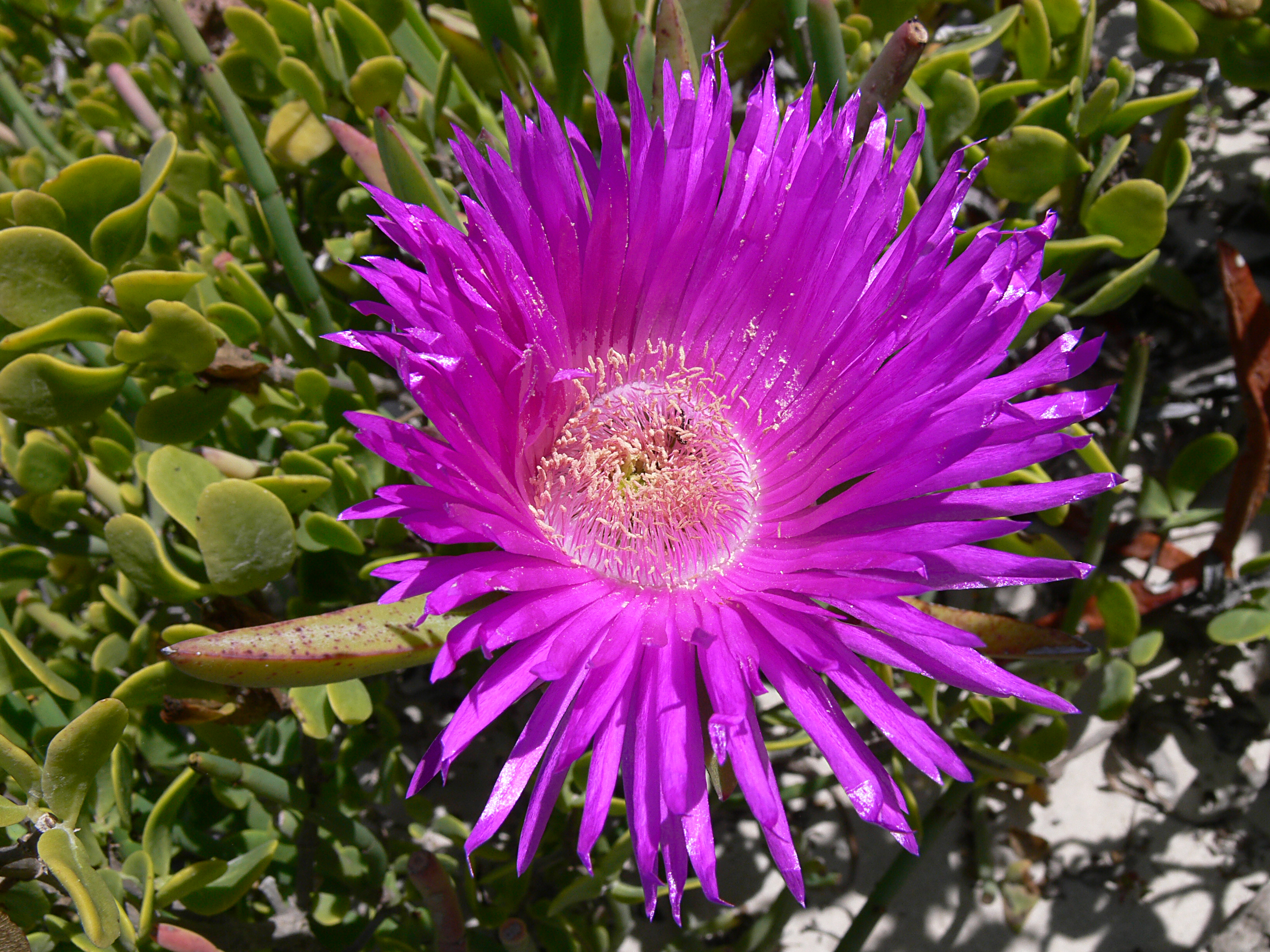
Carpobrotus acinaciformis (L.) L. Bolus